# Козаченко, Иван Яковлевич
Иван Яковлевич Козаченко (род. 10 сентября 1940 года, деревня Ново-Кубановка, Шербакульский район, Омская область) — советский и российский учёный-правовед, доктор юридических наук, профессор, специалист в сфере уголовного права, Заслуженный деятель науки Российской Федерации. Бессменно возглавлял кафедру уголовного права Уральского государственного юридического университета имени В.Ф. Яковлева на протяжении 35 лет. Индекс Хирша — 23.

## Биография
Иван Козаченко родился в глухой сибирской деревне в нищей многодетной крестьянской семье. Отец пропал без вести. Из-за бедственного положения в семье он был вынужден оставить учёбу после седьмого класса сельской школы, чтобы начать трудиться чернорабочим в колхозе и зарабатывать на пропитание. Затем Иван Козаченко продолжил учёбу в ФЗУ (фабрично-заводском училище) в г. Омске. Он работал печником, глиномесом, трубочистом, кочегаром. Будучи призванным в армию, проходил срочную службу в Эстонской ССР, параллельно получая заочное образование в средней школе города Хаапсалу. После демобилизации работал разнорабочим на оборонном заводе в г. Омске, одновременно учась заочно в десятом классе средней школы. В 1962 году он вернулся в родную деревню, где два года проработал учителем начальных классов в школе для детей с ментальными особенностями.
В 1964 году Иван Козаченко поступил в Свердловский юридический институт имени Р.А. Руденко. В 1969 году он закончил аспирантуру этого института. В качестве преподавателя долгое время вел занятия по исправительно-трудовому праву. В 1973 году он под руководством профессора М.И. Ковалёва защитил кандидатскую диссертацию на тему «Социально-правовая характеристика хулиганства». В 1987 году защитил докторскую диссертацию на тему «Санкции за преступления против жизни и здоровья».

## Научная деятельность
Грань исследовательских интересов Ивана Козаченко составляют вопросы хулиганства, санкций за преступления против жизни и здоровья, визуально-аналитических рецептов в уголовном праве, причинно-следственной связи и её содержательной специфики. В его запасниках более 150 научных работ, 7 учебников, 5 монографий и учебных пособий по различным темам уголовного права, уголовно-исполнительного права и криминологии, а также авторская подборка судебных речей известных адвокатов XIX и XX веков «Коварные лабиринты» (в 2-х томах). Им было подготовлено 10 докторов юридических наук и свыше 60 кандидатов юридических наук.
Иван Козаченко является членом Ассоциации юристов России, членом редакционных коллегий «Российского юридического журнала», журнала «Бизнес, менеджмент и право» и журнала «Российское право: образование, практика, наука».

## Семья
Был женат, разведён. Сын Николай, студент УрГЮУ им. В.Ф. Яковлева.

### Основные работы
- Козаченко И. Я. Квалификация хулиганства и отграничение его от смежных составов преступлений. — Свердловск, 1984;
- Козаченко И. Я. Санкции за преступления против жизни и здоровья: обусловленность, структура, функции, виды. — Томск, 1987;
- Козаченко И. Я., Бурлева О. С. Корыстный мотив в структуре уголовной ответственности. — Свердловск, 1988;
- Козаченко И. Я., Новоселов Г. П. Уголовное право. Особенная часть: учебник. — М., 2016;
- Козаченко И. Я., Новоселов Г. П. Уголовное право. Общая часть: учебник. — М., 2020;
- Козаченко И. Я. Уголовное право России. Общая часть. Визуально-аналитический рецепт. — М., 2021;
- Козаченко И. Я., Корсаков К. В. Криминология: учебник и практикум для бакалавриата и специалитета. — М., 2025.

## Награды
- Медаль «20 лет прокуратуре Республики Казахстан» (2013);
- Медаль «15 лет судебному департаменту при Верховном Суде Российской Федерации» (2013).